# 锡克联队
锡克联队（英語：Sikh Regiment）是印度陸軍的一支步兵联队，完全由锡克人组成，联队中心位于贾坎德邦蘭伽，截至2021年建有20个营。

## 沿革
锡克联队的历史可以追溯到1846年。在1845年-46年的第一次英国锡克战争中，英国人见识到锡克人作战的勇猛，开始招募锡克士兵。1846年，不列颠东印度公司建立两个锡克联队——菲奥兹普尔联队（Regiment of Ferozepore）和卢迪亚纳联队（Regiment of Loodhiana），这两个单位又称第一和第二锡克联队。之后又建立了数个锡克联队。1922年，英属印度陆军编制改革，将单营联队合并为多营联队，六个原锡克联队合并为第11锡克联队，下辖六个营。
印巴分治时，该联队划归印度。
在1984年藍星行動中，该联队位于蘭伽的联队中心和多个营的下属士兵发生兵变或开小差。联队第9营因此事件被解散。